# Cuatro lunas
Cuatro lunas és una pel·lícula mexicana dirigida per Sergio Tovar Velarde
i protagonitzada per Antonio Velázquez, Alejandro de la Madrid, César Ramos, Gustavo Egelhaaf, Alonso Echánove, Alejandro Belmonte, Karina Gidi, i Juan Manuel Bernal. Va ser un dels 14 films nominats per Mèxic per ser considerats per competir per l'Oscar a la millor pel·lícula de parla no anglesa als Premis Oscar de 2016, Tanmateix finalment fou nominada 600 millas.

## Argument
La pel·lícula desenvolupa quatre històries, nomenades amb cadascuna de les quatre fases de la lluna, que tenen com a tema central l'amor i l'autoacceptació. Les quatre històries no enllacen en cap moment durant la narrativa i es desenvolupen de manera intermitent al llarg del film.

### Lluna nova
Parla sobre un nen que intenta explorar la seva sexualitat amb el seu cosí i és víctima de burles per part dels seus companys del col·legi.

### Quart creixent
La segona historia parla sobre Fito i Leo. Tots dos són dos joves universitaris que en el passat van ser millors amics d'infància a Tepic, però després Leo es va traslladar a la Ciutat de Mèxic. Anys després, el destí fa que es tornin a trobar en la universitat, ja que el pare de Fito va morir i la seva mamà va trobar treball a la ciutat, però la seva situació econòmica és molt precària; mentre que la família de Leo gaudeix d'una bona posició econòmica. Al moment de trobar-se de nou, Leo era un jove amb una vida normal que tenia xicota i un grup d'amics. Leo intenta que Fito pertanyi al seu cercle d'amics.
Una nit, Leo oblida les claus de la seva casa i Fito el convida a passar la nit s la seva. Aquí Fito li conta la terrible tragèdia de la pèrdua del seu pare i la seva situació econòmica i la falta que li va fer un amic. Leo rl consola i li permet abraçar-lo i així passar la nit junts, abraçats. En despertar, Fito acarona Leo i acaben besant-se, gaudint tots dos del moment. Però en acomiadar-se, Leo li demana a Fito que no li digui a ningú el que va succeir.
Més endavant, Leo busca novament Fito i intenten tenir relacions sexuals. Per tots dos és la seva primera vegada amb un home, per la qual cosa succeeixen situacions d'humor en la seva primera relació. Tots dos continuen estimant-se en secret, la qual cosa molesta Fito, ja que Leo nega en tot moment la relació existent amb els seus amics. Fito intenta parlar amb la seva mare sobre la seva homosexualitat, però ella li demana no parlar del tema, ja que ha hagut de suportar moltes desgràcies i no pensa tenir un altre motiu per sofrir.
A casa de Leo s'organitzarà una festa familiar. Aquest li diu a Fito estar disposat a presentar-lo s la seva família com el seu xicot. Però Leo mai es va presentar a casa de Fito per portar-lo a la festa, la qual cosa provoca que acabi la seva relació. Fito intenta enganyar la seva mare quuan va a la festa. Quan aquesta s'adona del que va passar, consola al seu fill i li diu que Leo no el mereix i que algun dia arribarà el seu amor veritable. Aquesta acceptació per part de la seva mare origina que Fito decideixi sortir de l'armari i assistir a llocs de trobada gai, on coneix a un altre noi amb el que forma una parella pública. Leo el troba en un centre comercial i decideix buscar-lo novament per demanar-li perdó, dir-li que ara sí que està llest a parlar obertament a la seva família del tema i que reprenguin la seva relació, cosa que Fito accepta i novament són parella.

### Lluna plena
La tercera historia parla sobre dos adults joves que porten 10 anys vivint junts i que l'ombra d'una infidelitat ficarà en problemes la seva relació.
Hugo, que tenint una relació aparentment madura amb Andrés, coneix a un altre jove -gai masculí- amb qui només té relacions sexuals, perquè es nega a tenir sexe amb Andrés per la seva falta de masculinitat en reunions amb amics. En saber Andrés de la infidelitat d'Hugo, li suplica que no el deixi i li doni unes setmanes, en les quals es proposa a dur a terme accions que els ajudin a salvar la seva relació, i si al cap del temps no aconsegueix res, ell s'anirà en comptes d'Hugo.
Malgrat tot l'esforç d'Andrés, Hugo no mostra el mateix interès i rep trucades del seu amant, fins i tot mentre està amb Andrés, que mostra paciència. Una certa nit, en tornar d'una festa, es disposen a fer l'amor, perquè Andrés ha lluitat per recuperar la relació. En això, Hugo rep un missatge del seu amant i el crida per a veure què psdds. Aquest li diu que ja té una altra parella amb la qual està tenint sexe, per la qual cosa ell s'exalta i explota emocionalment. Andrés tracta de calmar-lo i li diu que té por que algun dia el seu amor per ell desaparegui.
Hugo busca al seu amant, qui li diu que si li demana siguin parella, però el rebutja. En voler marxar-se, veu com un altre home s'acosta al seu amant i comença a molestar-lo, per la qual cosa l'ataca per a defensar-lo i rep un cop al cap que li provoca una ferida. Surt del lloc i crida a Andrés perquè l'ajudi. Ell ho porta a un hospital i després d'una abraçada i un petó en el front, el deixa sol.
En arribar a casa, Hugo s'adona que Andrés s'ha anat, perquè els adorns que tenia al refrigerador ja no estan. Plora amargament. Per a recordar-lo, col·loca alguns imants com solia fer-ho Andrés.
Andrés marxa a viure sol, com li havia dit a Hugo, i a començar una vida nova.

### Quart minvant
L'última història parla sobre un home gran casat i amb família que se sent atret per un jove prostitut.

## Repartiment
- Antonio Velázquez com Hugo.
- Alejandro de la Madrid com Andrés.
- César Ramos com Fito.
- Gustavo Egelhaaf com Leo.
- Alonso Echánove com Joaquín.
- Alejandro Belmonte com Gilberto.
- Karina Gidi[19] com Laura.
- Gabriel Santoyo[20] com Mauricio.
- Sebastián Rivera[21] com Oliver.
- Juan Manuel Bernal[22] com Héctor.
- Marta Aura com Petra.
- Mónica Dionne[23] com Aurora.
- Astrid Hadad com Alfonsina.
- Hugo Catalán[21][24] com Sebastián.
- Jorge Luis Moreno com Enrique.
- Luis Arrieta com Alfredo.
- Laura de Ita[25] com Amanda.
- Joaquín Rodríguez[26] com Bruno.
- Marisol Centeno com Mariana.
- Alejandra Ley com Tania.
- Héctor Arredondo com Sacerdot.
- Ricardo Polanco com Rolando.
- Renato Bartilotti com Doctor.
- Oscar Olivares com Alejandro.
- Martín Barba com Pepe.

## Recepció
Fou estrenada el 25 de març de 2014 al Festival Internacional de Cinema a Guadalajara, on fou nominada a la millor pel·lícula, Va guanyar el "Cabrito de plata" a la millor pel·lícula de ficció al Festival Internacional de Cinema de Monterrey de 2014 i el premi del públic al Festival Internacional de Cinema Gai i Lèsbic de Barcelona de 2015.